# Polyeunoa monroi
Polyeunoa monroi är en ringmaskart som beskrevs av Averincev 1978. Polyeunoa monroi ingår i släktet Polyeunoa och familjen Polynoidae.
Artens utbredningsområde är havet kring Nya Zeeland. Inga underarter finns listade i Catalogue of Life.